# Głuszewo
Głuszewo (kaszb. Głuszewò lub też Głëszewò, niem. Gluschau) – część wsi Starzyno w Polsce, położona w województwie pomorskim, w powiecie puckim, w gminie Puck. Wchodzi w skład sołectwa Starzyno. 
W latach 1975–1998 Głuszewo położone było w województwie gdańskim.